# Чарторыйский, Август
Август Чарторыйский (пол. August Czartoryski; 2 августа 1858, Париж, Франция — 8 апреля 1893, Алассио, Италия) — блаженный Римско-Католической Церкви, священник, монах из католической монашеской конгрегации салезианцев, польский князь из рода Чарторыйских.

## Биография
После Польского Восстания в 1830 году, дед Августа, князь Адам Ежи Чарторыйский был приговорён к смертной казни за активное участие в восстании. В этом же году Адам Чарторыйский покидает Польшу и эмигрирует во Францию, в Париж, где покупает Отель Ламбер, из которого он стал руководить освободительным движением польского народа. С течением времени, удалившись от политической деятельности, Адам Чарторыйский передал руководство освободительной борьбой своему сыну Владиславу Чарторыйскому, который во Франции женился на испанской княжне Марии Ампаро, дочери испанской королевы Марии Кристины Бурбон.
2 августа 1858 года в семье Владислава Чарторыйского родился сын Август. В 1868 году Август поступил на обучение в парижский лицей имени Карла Великого, с 1870 года из-за плохого здоровья продолжал своё начальное обучение дома. В 1874 году, в возрасте 16 лет, Август Чарторыйский знакомится с Рафаилом Калиновским, польским политическим эмигрантом из Российской империи. Знакомство с Рафаилом Калиновским, отбывшим ссылку в Сибири за участие в Польском восстании 1863 года и впоследствии вступившего в 1877 году в монашеский орден кармелитов, сильно повлияло на дальнейшую жизнь Августа Чарторыйского. После трёх лет тесного общения с Рафаилом Калиновским, Август принял решение стать монахом. Решающим событием, которое помогло Августу осуществить своё желание, стала встреча 18 мая 1883 года с основателем монашеской конгрегации салезианцев Иоанном Боско. С конца 1883 года Август совершает несколько поездок в Турин, Италия, чтобы проводить там духовные упражнения под руководством Иоанна Боско.
17 июня 1887 года Август Чарторыйский вступает в орден салезианцев в монашеском доме для формации молодых салезианцев в Сан-Бениньо-Канавезе. 24 ноября 1887 года в базилике Пресвятой Девы Марии Помощницы он принимает монашеское одеяние из рук Иоанна Боско. 2 октября 1888 года Август Чарторыйский принял монашеские обеты, после чего стал обучаться теологии и готовиться к рукоположению в священника, которое произошло 2 апреля 1892 года в Сан-Ремо. Служил священником в городе Алассио.
Умер из-за хронической болезни 8 апреля 1893 года. Его тело было перевезено в Польшу и похоронено в родовом склепе при церкви в городе Сенява, Польша. Позднее его тело было перезахоронено в церкви салезианцев в Пшемысле, где хранится до сих пор.

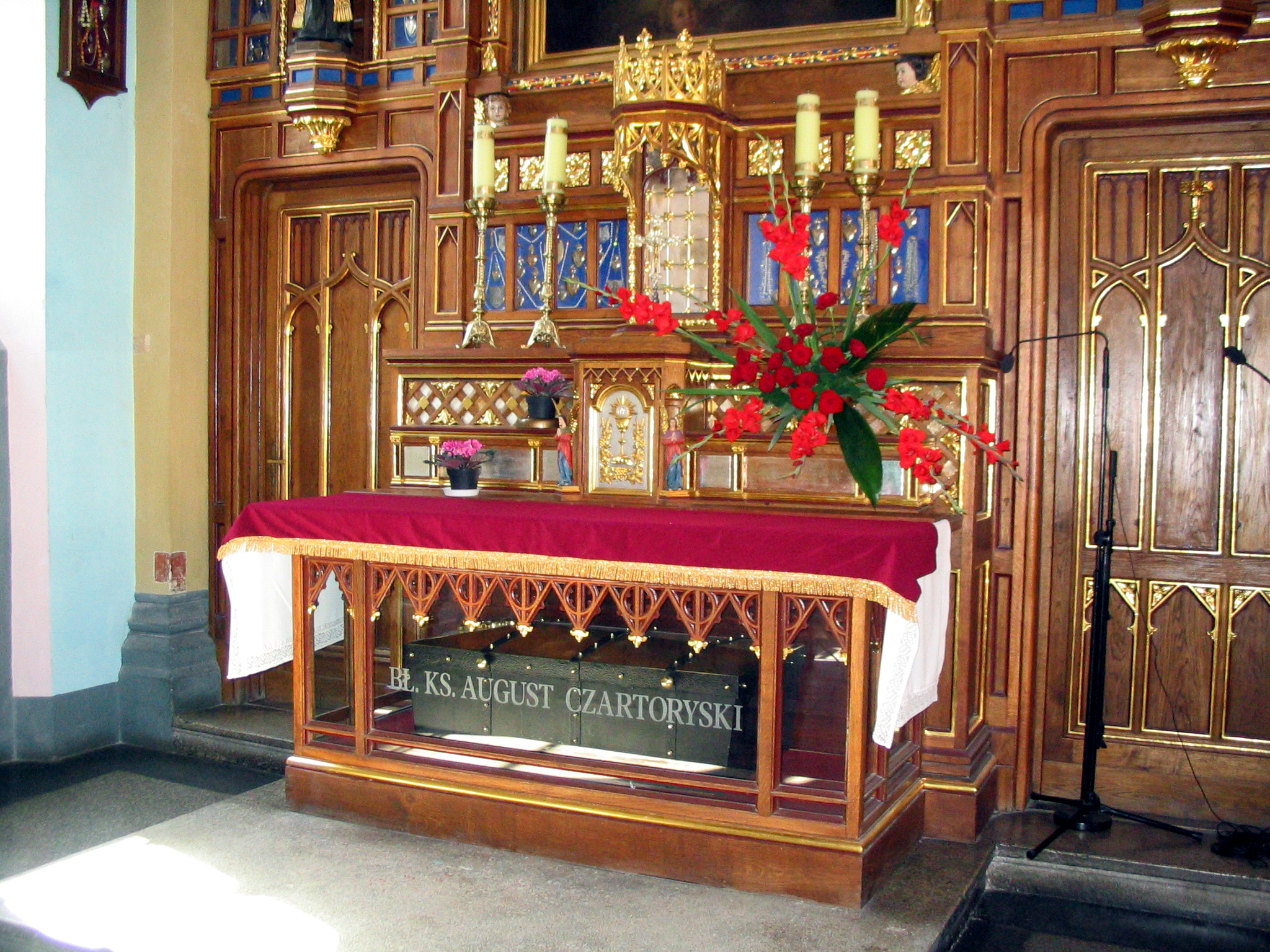
Мощи блаженного Августа Чарторыйского

## Прославление
25.04.2004 года Август Чарторыйский был причислен к лику блаженных римским папой Иоанном Павлом II.
День памяти в Католической церкви — 2 августа.

## Источник
- Энцо Бианко, Князь, избравший Дона Боско. Блаженный Август Чарторыйский, изд. СЦДБ, 2006 г.
- // Osservatore Romano. — 2004. — № 17. — P.1-3.